# Хамураби
Хамураби је био владар Старог вавилонског царства. Владао је преко 40 година, отприлике од 1709. до око 1669. године пре нове ере (према старој периодизацији од око 1792. до 1750. године пре нове ере). Под његовом владавином царство је достигло свој максимум обухватајући територије читаве Месопотамије. У својим успешним освајачким походима освојио је тадашње најмоћније градове Месопотамије — Исин, Ларсу, Ашур, Ниниву, Мари, Ешнуну.
Хамураби је познат и по свом законику који спада у једну од најстаријих збирки закона у историји. 

## Прве године Хамурабијеве владавине
Хамураби је био син и наследник краља Син-Мубалита. Долази на вавилонски престо 1792. године (сумерски попис краљева). Првих пет година владавине провео је у учвршћивању власти и припремама за ратне походе. Шесте године своје владавине, Хамураби напада најјачу државу у јужној Месопотамији, Ларсу краља Рим-Сина I. У овом рату успео је заузети Урук и Исин знатно умањујући моћ непријатеља. Међутим, још увек није био довољно моћан да нападне Рим-Сина већ са њим склапа мир и савезништво. Подређено савезништво склопио је и са моћним асирским краљем Шамши-Ададом I. Савезништво је склопио и са градом Ешнуном који је користио као бедем од могућих асирских напада. 

## Освајачки период
Обезбедивши савезништво најмоћнијих држава, Хамураби се бацио на освајање оних слабијих. Године 1783. напао је и срушио град Малгиум. Следеће године је страдао град Рапикум. Оба града били су асирски бедеми на јужним границама. Долазак на престо Марија владара Зимри-Лима још је више поткопало моћ Асирије. Смрт Шамши-Адада I однела је једног јаког Хамурабијевог противника. У савезништву са Зимри-Лимом, Хамураби је држао цео средњи ток Еуфрата, делимично и Тигра. 
Након ових акција Хамураби прекида ратне акције све до 1764. године. Те године Ешнуна, Малгиум и Елам формирају коалицију против вавилонског владара. Хамурабијева реорганизована војска разбила је савезничке снаге и довела до проширења вавилонске државе према хуритским племенима. Следеће године Хамураби се осмелио да нападне Рим-Сина I, сада већ потпуно остарелог. Рат је трајао пола године када је Рим-Син поражен. Хамураби је његову државу прикључио Вавилону и узео титулу "отац Аморита". У следеће две године пала је и моћна држава Ешнуна као и градови Малгиум и Манкисум. Вавилонско царство сада је достизало територије бившег Сумерско-акадског царства. Године 1759. Хамураби напада Мари који је брзо освојен. Његов некадашњи савезник, Зимри-Лима, погинуо је приликом освајања града. Град је разорен. Године 1755. разорена је и Ешнуна, престоница једне од најјачих аморитских држава. Хамураби је разорио канале и поплавио град. Држава се више никада није опоравила. 
У војном походу против Асирије, Хамураби 1757. године п. н. е. заузима најважније градове - Ашур и Ниниву. Асирска династија избегла је на север. У његовим рукама сада се налазила цела Месопотамија. Ван домашаја остао је једино Елам и западне области Сирије. 

## Хамурабијева држава
Хамурабијева "светска" царевина имала је у себи многе бивше државе са различитим законима, обичајима и боговима. Хамураби је због тога спровео реформе у циљу обједињавања Вавилонског царства. Врховни бог Царства био је Мардук, дотадашњи вавилонски бог. Земља је подељена на административне јединице са престоницом у Вавилону. Чувен је Хамурабијев законик исписан клинастим писмом. Спада у најстарије пронађене законике; свега три законика старија су од њега - Законик Ур-Намуа, Липит-Иштаров и Дадушин. Исписан је на базалтној стени дугачкој 2,62 метра и садржи 282 члана. Казне нису биле једнаке за све слојеве становништва. 

### Економија и социјални односи
Краљ предузима низ мера за чување шума, које су биле подељене на поједине „шумске комплексе“ и стајале под надзором нарочитих „шумара“, потчињених главном шумару. Сачуван је документ у коме краљ наређује да се изврши истрага о сечењу дрвета на шумским комплексима повереним на управу главним шумарима Аблиануму и Синмагиру, као и то да се дозна, ко је сасекао дрвеће: шумари или „туђа рука“ (тј. злонамерно лице). Шумари су сносили одговорност за неповредивост шума. За преступе на дужности они су кажњавани смртном казном.
Великог значаја у економици Вавилонског царства и даље је имало сточарство. Простране ливаде, степе и планинске косе представљале су изврсне пашњаке, на којима су пасла огромна стада. Регулишући права својине на стоку, законодавац особито брижљиво штити интересе богатих сопственика стада. По Хамурабијевом законику, лице које узме под најам стоку сносило је пред власником пуну одговорност за најмљену стоку и било дужно да сопственику накнади штету у случају да стока претрпи ма какав губитак (смрт, повреда ока, рогова, репа или ноздрва). То потврђује чињеницу да је велики број стада био концентрисан у рукама појединих богаташа, који су давали стоку под најам, очевидно, сиромасима.
Алувијално тле Месопотамије, добро ђубрено и наводњавано изливима река Тигра и Еуфрата, било је особито повољно за развитак земљорадње, која је и у вавилонско доба сачувала свој прворазредни значај.
У то време орање је обично вршено помоћу тешког грубог плуга, у који су упрегнута два вола. Понекад су у плуг упрезани и људи, што указује на широку распрострањеност робовског рада. Развитак земљорадње, услед природних услова, у знатној је мери био условљен вештачким наводњавањем. Зато Хамураби обраћа велику пажњу на развитак иригације. Он се дичи тиме што је „учинио земљу погодном за обрађивање, налик на житницу препуну жита... сакупио у земљу Сумер и Акад расуто становништво, напојио га и нахранио, населио у изобиљу и довољности“. По Хамурабијевом наређењу ископан је канал Нар—Хамураби — „богатство народа, који собом доноси обиље воде Сумеру и Акаду, претвара своје обале у културну област, гомила хрпе жита и снабдева сталном водом становништво Сумера и Акада“.
Државна власт, заступљена краљевом личношћу, не стара се само о ширењу мреже канала за наводњавање, него и о њеном одржавању у исправности. Краљ стално издаје наређења локалним чиновницима о чишћењу канала и предузимању разних радова у вези са иригацијом. Док је одржавање иригационе мреже била функција државе, дотле је одржавање сваког појединог њеног сектора био у првом реду задатак сеоске општине. На то указују чланови 53-56 Хамурабијевог кодекса. Ти чланови утврђују одговорност сваког члана општине за одржавање датог сектора иригационог система; при томе, ако чијом кривицом настане у насипу рупа и буде поплављена суседна парцела, кривац је дужан да накнади тиме уништено жито. А ако није у стању да га накнади, онда по § 54 треба њега самог и његову имовину продати и добијени новац употребити на подмиривање причињене штете. Читав низ других докумената из тога времена сведочи о појачаној контроли коју је централна власт спроводила над одржавањем иригационе мреже у исправности.
Поред житарства и сточарства велику распрострањеност стиче и воћарство. Није случајност што је стара Месопотамија личила на цватући врт, и управо ту поникла је легенда о рајском врту, у коме расту прекрасне воћке. Држава, која је штитила интересе земљишних сопственика, узима на себе и заштиту интереса сопственика воћњака. По једном члану Хамурабијевог кодекса, за незаконито сечење воћки у туђем воћњаку прописивана је прилично висока глоба: пола мине у сребру (око 240 грама).

### Трговина
Погодан географски положај Вавилона допринео је прилично знатном развитку трговине. Нажалост, у Хамурабијевом кодексу сачувано је мало помена о предметима који су били главни трговачки артикли. Али се може претпостављати да су из Вавилонског царства, као из аграрне земље, особито широко извожени земљораднички производи. Тако се у 104 члану набрајају као роба жито, вуна и уље, а у 237 члану овим пољопривредним продуктима додате су још и урме.
У вези са порастом и јачањем Вавилонске државе ширила се и она спољна трговина коју су водили вавилонски трговци. Тако ми знамо да су они кретали на инострана тржишта да купују и продају робове.
Али привредно уређење Вавилоније углавном и даље остаје натурално. Жито у рачунима игра исту улогу коју и сребро. У житу се плаћа рад пољопривредних радника, гонича волова, пастира, најам кола, волова и магараца, као год и плата краљевским чиновницима и судијама.
Развитак трговине и зеленаштва, који је особито приметан у периоду процвата Вавилонског царства, допринео је даљем социјалном раслојавању унутар старих сеоских општина.

### Породица
Велики значај и даље је имала патријархална породица, у којој су се уобличавали најстарији видови скривеног ропства, и у вези са тим ницали најстарији облици угњетавања и владавине. Господарем је у патријархалној породици увек сматран отац и муж, и њему су били дужни да се неограничено покоравају сви чланови породице. Отац и муж имао је права рођеног робовласника, над свим члановима своје породице. Обичај многоженства стављао је жену у понижен положај. По Хамурабијевом кодексу, за нарушење супружанске верности жена и муж сносили су различне казне. У случају неверства мужа жена је могла да узме свој мираз и да се врати оцу, али у случају неверства жене, она је морала бити бачена у воду. У брачним уговорима истиче се, ако се жена одрекне свога мужа, муж има право да на њу стави печат роба и да је прода. Жена је имала ограничено право својине. Удова није могла у пуној мери да слободно располаже својом имовином. Законодавац је свим средствима тежио томе да до максимума сачува својину у рукама једне породице. Читав низ чланова Хамурабијевог кодекса сведочи о томе да удова није имала права да отуђује своју имовину после мужевљеве смрти, јер је та имовина сматрана наследством деце, међу којом је најстарији син имао право на добијање највећег дела наследства. Многобројни документи из вавилонског доба указују на низ случајева продаје деце у робље. Судећи по неким документима, постојала је утврђена цена таквог домаћег роба. Низ докумената речито говори о томе да је отац и муж имао неограничена права над својом породицом и да је могао да прода у робље све чланове породице. Тако се у једном документу говори о томе како је неки Шамаш-Дајан продао на име дуга своме повериоцу све чланове своје породице и робове и робиње који су јој припадали. Једино по ту цену сачувао је он своју личну слободу. Дете је сматрано очевом својином. По члану 14 Хамурабијевог кодекса, крађа малолетног сина слободног човека кажњавана је смртном казном.

### Ропство
Извор ропства у то доба било је ропство за дуг. Земљорадницима је била потребна земља, семе и стока, занатлијама сировина, а ситним трговцима роба. Узимајући зајам, ти људи су узимали на себе обавезу да ће плаћати прилично високе камате, махом од 20 до 33%. Код зајмова у житу обично се плаћало 30°/о годишње камате, а код зајмова у новцу — 20%. Повериоци су били како приватна лица тако и храмови, који су концентрисали у својим рукама крупна богатства. Дужници су често морали да својевремену исплату како зајма тако и камате гарантују специјалним залогом (понекад у виду некретнине, на пример, куће), или јемством трећег лица. Ако се зајам дат под гаранцију не би вратио о року, одговорност је падала на јемца, који је имао право да претвори у роба инсолвентног дужника и чак да присвоји себи његову породицу и имовину, како то показују неки документи. Све је то ишло на руку брзом пропадању и падању у ропство дужникâ који нису могли платити дуг. Заоштравале су се класне противречности између сиромаха, који губе своју последњу имовину и стоје на граници ропства, и богаташа, који су чинили јаку и здружену класу робовласника. Очигледно ради тога да унеколико ублажи оштре форме сазреле класне борбе, настоји Хамураби у свом кодексу да донекле заштити личност и имовину дужника-роба од претераног изнуђавања и тлаке повериоца. Тако, по члану 117, ако би дужник дао у ропство за дуг своју жену, свога сина или своју кћер, поверилац је имао право да их држи у својој кући и да се користи њиховим радом највише три године: четврте године он је био дужан да их пусти на слободу. Према томе, поверилац није могао да дужникове рођаке држи као робове дуго времена, и чак и у случају да дуг не буде враћен, није их могао претворити у фактичко робље.
Материјално пропадање сиротиње, ропство за дуг и ратови повећавали су број робова у земљи. Судећи по законима и пословним документима из тога времена, рад робова у Вавилонији имао је широку примену. Познато је да је цена роба била ниска. Она је износила колико и најамнина за вола, тј. 160 грама сребра. Робови су третирани као предмети, они су продавани, размењивани, давани у дар, предавани у наслеђе. У случају причињавања физичке штете робу и његовог убиства, кривац је био дужан да дâ компензацију власнику тога роба. Читав низ чланова Хамурабијевог законика имао је пред собом само један циљ — заштиту интереса робовласника. Закон и власти кажњавали су смртном казном оног човека који „изведе из куће роба који му не припада“ или који „сакрије у својој кући одбеглог роба“. Робовласник коме је одбегао роб, могао је увек да се обрати државној власти с молбом да ухвати и да му врати одбеглог роба. Приликом узимања роба у најам од неког робовласника морао је корисник најма да узме на себе материјалну одговорност за случај бекства роба. Исто је то важило и код предаје роба у залог. Свирепи облици експлоатације робовског рада често су доводили до тога да су робови бежали од својих господара. На то указује читав низ чланова из вавилонског законодавства и неки обичаји из тог времена. Приликом продаје роба установљаван је тродневни рок за утврђивање — није ли роб који се продаје бегунац. Нарочито је карактеристичан члан 282, који прописује казну за роба који се не покорава своме господару. По том члану, непослушном робу имало се одсећи уво. Као што се види из Хамурабијевог законика, у Вавилону је постојао обичај жигосања робова, при чему је промена жига законом строго кажњавана.

## Пропаст царства
После Хамурабијеве смрти, наследници нису успели да за дуго сачувају јединство царства. Оно је трајало још нешто више од стотинак година, када су га око 1550. године пре нове ере освојили Хетити, да би потом планински народ Касити дефинитивно срушио Старо вавилонско царство. После њих ће овим просторима завладати Асирци, све до краја VII века пре нове ере, када је створено краткотрајно Ново вавилонско царство. Живело је тек нешто више од 70 година, углавном у првој половини VI века, обновивши сјај Вавилона. Из тог времена потичу чувени Семирамидини вртови, које је попут надгробног споменика вавилонској цивилизацији, подигао најпознатији цар ове државе Набукодоносор, кога помињу и Херодот и Библија, а кога је овековечио и Ђ. Верди у својој опери Набуко.
Потпуни крај вавилонском имену и државности учинио је персијски цар Кир, коме се крајем VI века предао град Вавилон. Тиме је симболично стављена тачка на развој једне старе цивилизације, која је давно пропала. Вавилонско царство је, у ствари, цветало свега пар стотина година, доживљавајући своје звездане тренутке у доба Хамурабија. Најдрагоценији траг који је та цивилизација оставила о свом времену је његов монументални законик. 

## Краљеви Прве вавилонске династије
| Краљ         | Владавина                                    | Коментар                                                               |
| ------------ | -------------------------------------------- | ---------------------------------------------------------------------- |
| Сумуабум     | око 1830—1817. п. н. е. (Кратка хронологија) | Оснивач династије                                                      |
| Суму-ла-Ел   | око 1817—1781. п. н. е.                      |                                                                        |
| Сабиум       | око 1781—1767. п. н. е.                      |                                                                        |
| Апил-Син     | око 1767—1749. п. н. е.                      |                                                                        |
| Син-мубалит  | око 1748—1729. п. н. е.                      |                                                                        |
| Хамураби     | око 1728—1686. п. н. е.                      | Царство достиже врхунац, простире се на територији читаве Месопотамије |
| Шамсу-Илуна  | око 1686—1648. п. н. е.                      |                                                                        |
| Абиешу       | око 1648—1620. п. н. е.                      |                                                                        |
| Ами-дитана   | око 1620—1583. п. н. е.                      |                                                                        |
| Ами-садука   | око 1582—1562. п. н. е.                      |                                                                        |
| Шамсу-Дитана | око 1562—1531. п. н. е.                      | Пад Вавилона                                                           |